# Paulinerkloster Kulm-Eberau

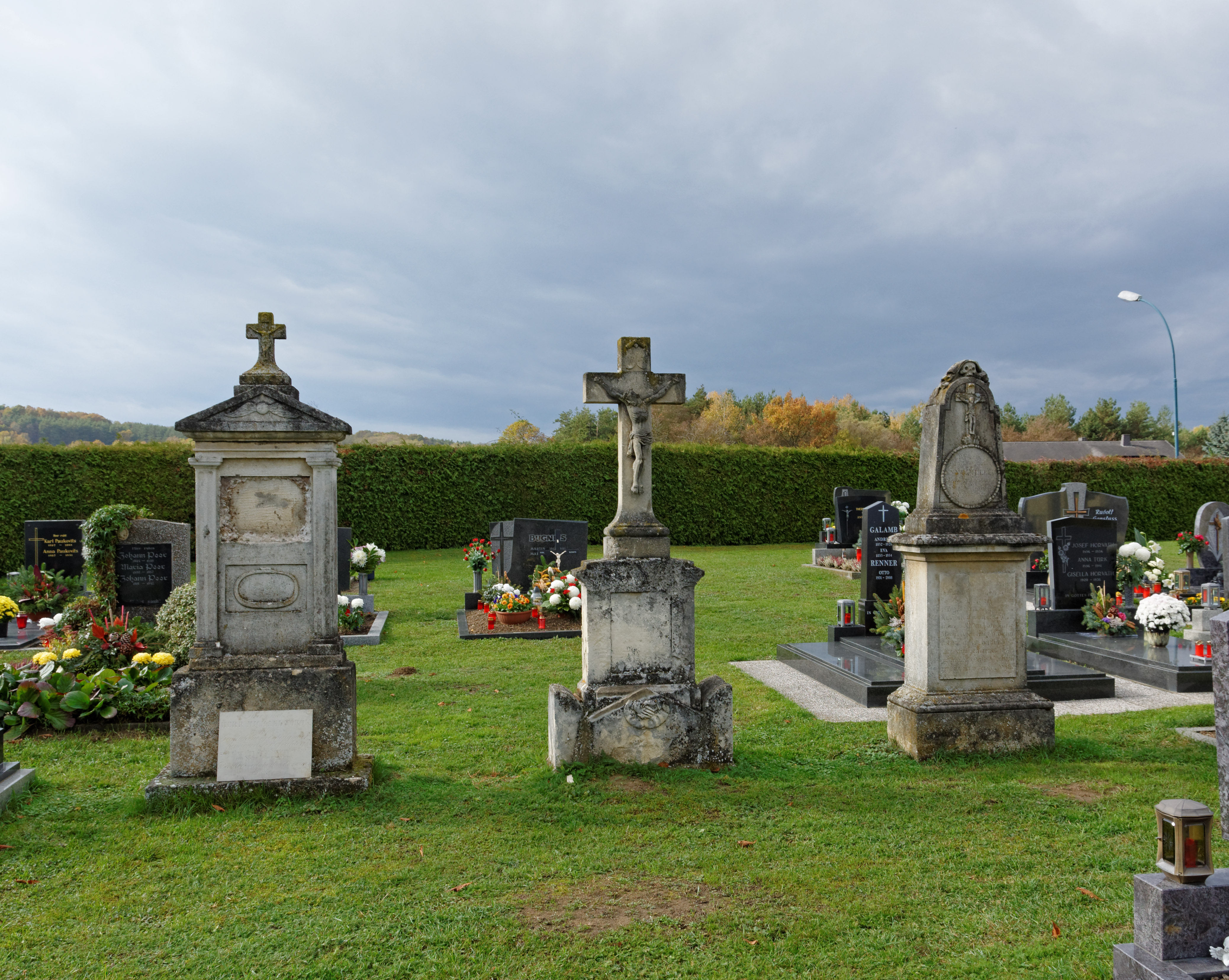
Friedhof Kulm, ehemals Standort des Klosters

Das Paulinerkloster Kulm-Eberau war ein Kloster der Pauliner Eremiten im heutigen Ortsteil Kulm im Burgenland in der Gemeinde Eberau im Bezirk Güssing. Es gehörte zur Herrschaft Eberau und wurde 1473 von den Ellerbachern gegründet. Nach einem Herrschaftswechsel von einem katholischen zu einem protestantischen Grafen wurde es 1577 aufgelöst und zerstört.

## Lage und Beschreibung
Genaue Informationen zu Standort und Ausstattung des Klosters sind aufgrund seiner frühen Zerstörung nicht bekannt. Es lag aber vermutlich im Bereich des heutigen Friedhofes, der am Südrand der Ortschaft in einer 90°-Kurve der Geschriebensteinstraße (B56) liegt. Der ehemalige – mittlerweile abgerissene – herrschaftliche Gutshof auf der gegenüberliegenden Seite der im Süden querenden B56 ging vermutlich aus dem Kloster hervor, oder war bereits Teil der ursprünglichen Klosteranlage. In seiner Umfassungsmauer waren mit Rippen- und Schildbogenstücken aus Terrakotta vermutlich Reste des ehemaligen Klostergebäudes verbaut.
Laut einem zeitgenössischen Visitationsbericht aus dem 15. Jahrhundert verfügte das Kloster über fünf Altäre und war der Mutter Gottes gewidmet. Weitere Berichte über Art und Ausstattung des Klosters sind nicht vorhanden.
Es gibt allerdings wissenschaftliche Rückschlüsse auf das Gebäude, unter Berücksichtigung der Bauart der anderen Kirchen des ehemaligen Herrschaftsgebietes, der Pfarrkirchen Eberau, Bildein und Szentpéterfa, sowie der Pfarr- und Wallfahrtskirche Gaas–Maria Weinberg. In all diesen Kirchen schließt eine Polygonapsis mit rippenverziertem Chorgewölbe an einen davor befindlichen, höheren Langhaussaal an. Weiters gibt es in allen vier Gebäuden eine Reihung von Wappenschlusssteinen an den Rippenkreuzungen entlang der Gewölbescheitel in den Chören. Die Rippen sind meist doppelt gekehlt, und in allen Kirchen gibt es Architekturteile aus Terrakotta.

## Geschichte

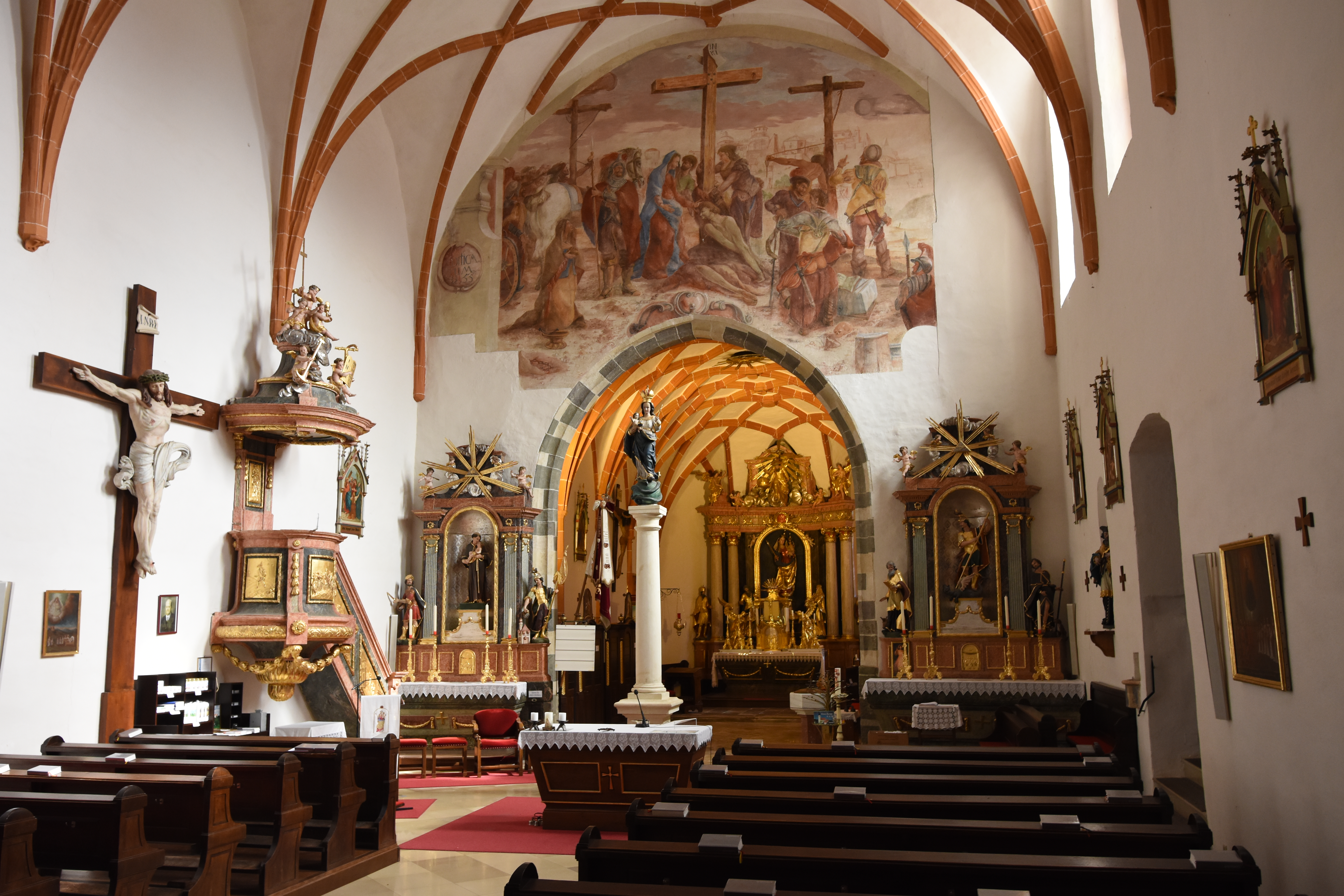
Die vermutlich ähnlich dem Kloster aufgebaute Pfarr- und Wallfahrtskirche Gaas: Langhaus mit angebauter Polygonapsis mit Rippengewölbe

Gegründet wurde das Kloster im Jahr 1473 von Berthold II. von Ellerbach, einem Kampfgefährten des Andreas Baumkircher. Das Kloster sollte der Mutter Gottes und dem ersten Eremiten, dem Heiligen Paulus gewidmet werden. Fertiggestellt wurde die Anlage erst nach dem Tode Bertholds von seinen zwei Söhnen Johannes und Stephan. Die große Klosterkirche wurde 1493 fertiggestellt, der Klosterbau bereits 1482. Im gleichen Jahr schenkten die Brüder dem Kloster auch den Besitz Hagensdorf mitsamt der dortigen Pfarrkirche zu den Heiligen Kosmas und Damian und einer Mühle am Strembach, sowie zwei Weingärten am Eisenberg, später die Hälfte des Besitzes in Deutsch Ehrensdorf. 1484 wuchs das Klostergut um einen weiteren Weingarten am Eisenberg (eine Schenkung des Pfarrers von Kulm), 1499 um einige Fischteiche und um die andere Hälfte des Besitzes in Deutsch Ehrensdorf (beides Erblassungen von Johann Ellerbacher).
Da beide Brüder ohne Nachkommen waren und das Geschlecht der Ellerbacher mit dem Tod Johanns ausstarb, verkauften sie die Herrschaft an den Kardinal-Erzbischof Támas Bakócz de Erdewd und seine Brüder. Einer ihrer Nachfahren, Peter II. wurde 1557 Ban von Kroatien und tauschte deshalb seine Güter in und um Eberau mit dem Grafen Nikolaus Zrinyi. Als überzeugter Protestant ließ dieser das Kloster noch im selben Jahr niederreißen, und nahm deren Güter in seinen Besitz über. Die ursprünglich protestierenden Eremiten wurden unter Todesdrohung gezwungen, auf ihren Anspruch an den Gütern zu verzichten.
Bei einer Untersuchung des ehemaligen Gutshofes stieß man 1983 auf bauliche Reste des Klosters. Im Ziegelmauerwerk der Umfassungsmauern wurden eingelassene Spolien entdeckt. Es handelte sich dabei unter anderem um Teile von Türgewänden und Rippen- und Schildbogenstücke aus Terrakotta.